# Guerney-földirigó
A Guerney-földirigó (Geokichla gurneyi)  a madarak osztályának verébalakúak (Passeriformes) rendjébe és a rigófélék (Turdidae) családjába tartozó faj.

## Rendszerezése
A fajt Gustav Hartlaub német orvos és ornitológus írta le 1864-ben, a Turdus nembe Turdus gurneyi néven. Egyes szervezetek a Zoothera nembe sorolják Zoothera gurneyi néven. Tudományos faji nevét John Henry Gurney angol bankárról és amatőr ornitológusról kapta.

## Alfajai
- Geokichla gurneyi chuka (Someren, 1931)- Kenya-hegy (Kenya középső része)
- Geokichla gurneyi raineyi (Mearns, 1913) - Kenya délkeleti része
- Geokichla gurneyi otomitra (Reichenow, 1904) - Angola nyugati része, a Kongói Demokratikus Köztársaság délkeleti része, Zambia, észak-Malawi és Tanzánia
- Geokichla gurneyi gurneyi (Hartlaub, 1864) - a Dél-afrikai Köztársaság keleti része
- Geokichla gurneyi disruptans (Clancey, 1955) - Malawi középső része, Mozambik déli része, Zimbabwe és a Dél-afrikai Köztársaság északkeleti része

## Előfordulása
Afrikában, Angola, a Dél-afrikai Köztársaság, Kenya, Kongói Demokratikus Köztársaság, Malawi, Mozambik, Szváziföld, Tanzánia, Zambia és Zimbabwe területén honos. Természetes élőhelyei a szubtrópusi vagy trópusi hegyi esőerdők. Magassági vonuló.

## Megjelenése
Testhossza 23 centiméter, testtömege 44-82 gramm.

## Természetvédelmi helyzete
Az elterjedési területe nagyon nagy, egyedszáma viszont csökken, de még nem éri el a kritikus szintet. A Természetvédelmi Világszövetség Vörös listáján nem fenyegetett fajként szerepel.